# کارلائو (بازیکن فوتبال، زاده ژانویه ۱۹۸۶)
کارلوس روبرتو دا کروز جونیور (به پرتغالی: Carlos Roberto da Cruz Júnior) هافبک اهل برزیل است که در شهر سائوپائولو و در تاریخ ۱۹ ژانویهٔ ۱۹۸۶ به دنیا آمده‌است. کارلائو در تیم‌های فوتبال کورینتیانس سابقهٔ حضور دارد.